# Filip Bajon
Filip Michał Bajon (n. 25 august 1947, Poznań, Polonia) este un prozator, regizor de film și teatru și scenarist polonez. Este profesor de artă cinematografică (2012), director al Studioului de film Kadr, membru al Ghildei Regizorilor din Polonia (Gildii Reżyserów Polskich).

## Biografie
A absolvit Școala Gimnazială Karol Marcinkowski din Poznań, iar în 1970 a absolvit Facultatea de Drept și Administrație de la Universitatea Adam Mickiewicz din Poznań. După ce a absolvit în acest domeniu, Bajon a început studii suplimentare la Departamentul de Regie de la Școala Națională de Film din Łódź. În 1974, a absolvit, dar rectorul de atunci, Stanisław Kuszewski, nu i-a acordat masteratul, deoarece filmul său de diplomă Saga a avut ca subiect suprimarea evenimentelor din decembrie din Gdańsk din 1970. Cu toate acestea, nu i s-a interzis să lucreze în cinematografie. În teatru, a colaborat ca regizor la Scena na Piętrze din Poznań) (cu piesa Z życia glist), la Teatrul de Dramă din Varșovia (cu Szalerzenie Jerzy III) și la Teatrul Vechi (Stary Teatr) din Cracovia (cu Platonow). De asemenea, a regizat spectacole pentru Teatrul de Televiziune.
A debutat ca prozator în 1970 în Miesięcznik Literacki. Debutul său în regie (lungmetraj) a fost filmul de televiziune Powrót din 1977.
Filmul său Magnat din 1986 este considerat a fi cel mai important film al său și a fost inclus în 2004 în lista celor mai bune 100 de filme poloneze din toate timpurile.
În 2002, Filip Bajon a primit Crucea de Cavaler a Ordinului Polonia Restituta, ca o recunoaștere a contribuțiilor remarcabile la dezvoltarea televiziunii poloneze.
În anii 2008–2016, a fost decanul Departamentului de Regie de Film și Televiziune al Școlii Naționale Poloneze de Film, Televiziune și Teatru din Łódź. Din 2015, este directorul artistic al Studioului de film „Kadr” și director al studioului de film „Dom”.
A făcut parte din comitetul care l-a sprijinit pe Bronisław Komorowski înainte de alegerile prezidențiale de la începutul anului 2010 și înainte de alegerile prezidențiale din Polonia din 2015.
În 2014 i s-a acordat Medalia Gloria artis (Medal „Zasłużony Kulturze Gloria Artis”).

## Viața privată
Bajon este tatăl a trei fii: Maurycy, cu Elżbieta Bajon - prima soție, Kasper și Ksawery cu a doua soție, Katarzyna Gintowt - pictor și grafician. În 2013, s-a căsătorit cu Marzena Mróz - jurnalist, călător și fotograf.

## Filmografie
Regizor
- Contribuție la teoria lingvisticii (scurtmetraj, 1972)
- Powrót (1976)
- Rekord świata (1977)
- Zielona ziemia (1978)
- Aria dla atlety (1979)
- Wizja lokalna 1901 (1980)
- Limuzyna Daimler-Benz (1981)
- Wahadełko (1981)
- Engagement (1984)
- Magnat (1986)[13]
- Biała wizytówka (1986)
- Bal na dworcu w Koluszkach (1989)
- Pensjonat „Słoneczny Blask” (1990)
- Quand la police sonnera (1991)
- Spokojny żywot (1991)
- Sauna (1992)
- Lepiej być piękną i bogatą (1993)
- Poznań 56 (1996)
- Przedwiośnie (2001)
- Solidarność, Solidarność... (2005)
- Fundacja (2006)
- Śluby panieńskie (2010)
- Panie Dulskie (2015)
- Kamerdyner (2018)

Actor
- Kto za? în film (1980)
- Szanghaj 1937 (1996)
- Bajon '56 ca el însuși (1998)
- Portret męski we wnętrzu ca el însuși (1999)
- Filmy o filmach ca el însuși (1999)

## Teatru (ca regizor)
- Z życia dżdżownic (1983)
- Płatonow (1988)
- Szaleństwo Jerzego III (1994)
- Tango (2004)

### Teatr Telewizji
- Upiór (1995)
- Zagłada ludu albo moja wątroba (1998)
- Hrabia (1999)
- Stara kobieta wysiaduje (2000)
- Dogrywka (2003)
- Śmiech w ciemności (2003)

## Lucrări scrise

### Proză
- Białe niedźwiedzie nie lubią słonecznej pogody (Spółdzielnia Wydawnicza „Czytelnik” 1971)[9]
- Proszę za mną na górę (Spółdzielnia Wydawnicza „Czytelnik” 1972)[9]
- Serial pod tytułem (Spółdzielnia Wydawnicza „Czytelnik” 1974)[9]
- Podsłuch (TEN-TEN Publishing House 1994[9], ISBN: 83-85477-94-2)
- Cień po dniu. Powieść autobiograficzna (Wydawnictwo Jeden Świat 2005 [właśc. 2006], ISBN: 83-89632-28-4)

### Interviuri
- Włodzimierz Braniecki, Szczun. Z Filipem Bajonem o Poznaniu, o jego wielkopolskiej trylogii filmowej rozmowy prawie o wszystkim (Wydawnictwo Polskiej Prowincji Dominikanów „W drodze” 1998, ISBN: 8370332668)